# Jeunesse sportive kairouanaise
Pour les articles homonymes, voir JSK.
La Jeunesse sportive kairouanaise (arabe : الشبيبة الرياضية القيروانية) ou JSK est un club omnisports tunisien basé à Kairouan et fondé en 1942.
Il comprend notamment des sections de football, de handball, de basket-ball et de esport.

## Présidents
- 1942-1944 : Chedly Belhaj
- 1944-1946 : Cherif Mtelli
- 1946-1947 : Abdelkader Fitouri
- 1947-1948 : Jilani Laaouani
- 1948-1950 : Abdelkader Fitouri
- 1950-1956 : Hamda Laouani
- 1957-1962 : Zribi Tassi
- 1962-1963 : Hamda Laouani
- 1963-1964 : Naceur Malouche
- 1964-1965 : Mustapha Ben Ghanem
- 1965-1967 : Abdeljelil Fourati
- 1967-1968 : Taoufik Nabli
- 1968-1970 : Naceur Malouche
- 1970-1977 : Hamda Laouani
- 1977-1979 : Aziz Miled
- 1979-1980 : Mustapha Barrek
- 1980-1982 : Aziz Miled
- 1982-1984 : Rachid Meftah
- 1984-1985 : Ezzeddine Abdelkefi
- 1985-1988 : Mohamed Negra
- 1988-1989 : Hafedh Allani
- 1989-1990 : Taoufik Miled
- 1990-1992 : Rachid Meftah
- 1992-1995 : Abderrazak Lyazid
- 1995-1996 : Mohamed Atallah
- 1996-1997 : Mohamed Mestiri
- 1997-1999 : Mohamed Atallah
- 1999-2001 : Abderrazak Lyazid
- 2001-2003 : Mohamed Atallah
- 2003-2006 : Hedhili Fayala
- 2006-2007 : Fateh Alouini
- 2007-2009 : Mohamed Atallah
- 2009-2013 : Fateh Alouini
- 2013-2017 : Mourad Bellakhel
- 2017-2018 : Hafedh Allani
- 2018-2021 : Mohamed Memni
- 2021-2023 : Bechir Lahmar[1]
- depuis 2024 : Mohamed Kalai